# Lazi (Berane)
Pour les articles homonymes, voir Lazi (homonymie).
Lazi (en serbe cyrillique : Лази) est un village du nord-est du Monténégro, dans la municipalité de Berane.

## Démographie

### Évolution historique de la population
| 1948 | 1953 | 1961 | 1971 | 1981 | 1991 | 2003 |
| ---- | ---- | ---- | ---- | ---- | ---- | ---- |
| 386  | 436  | 461  | 311  | 251  | 130  | 99   |